# 2016 год в шашках
2016 год в шашках описывает годовые события в шашечном движении.

## Чемпионы года по международным шашкам
| уровень чемпионата | мужчины            | женщины                |
| ------------------ | ------------------ | ---------------------- |
| мир                | Рул Бомстра        | Наталия Садовска       |
| Африка             | Н’Диага Самб       | -                      |
| Америка            | Аллан Силва        | -                      |
| Азия               | Равжирын Манлай    | Мунхбаатарын Нямжаргал |
| Европа             | Алексей Чижов      | А. Идрисова            |
| Азербайджан        | Фархад Гусейнов    | V. Gambarova           |
| Беларусь           | Александр Булатов  | Дарья Федорович        |
| Бельгия            | Рональд Шаллей     | -                      |
| Бразилия           | H. Bifolco         | -                      |
| Камерун            | L. Ngah            | -                      |
| Китай              | Ch. Wang           | Чжао Ханьцин           |
| Кюрасао            | R. Alias           | -                      |
| Чехия              | Иржи Сысел         | -                      |
| Эстония            | Урмо Ильвес        | Марика Азоян           |
| Франция            | Арно Кордье        | -                      |
| Германия           | Игорь Чарторийский | -                      |
| Израиль            | Норайр Навасардян  | -                      |
| Италия             | Микеле Боргетти    | -                      |
| Кот-д’Ивуар        | Нчо Жюль Атсе      | -                      |
| Латвия             | Лаймонис Залитис   | Елена Чеснокова        |
| Литва              | Эдвард Бужинский   | Ромуальда Шидлаускене  |
| Монголия           | Гэрэлболд Ганболд  | Одгэрэл Моломжамцын    |
| Нидерланды         | Александр Балякин  | Хейке Верхёл           |
| Польша             | Дамьян Якубик      | Арлета Флисиковска     |
| Россия             | Алексей Чижов      | Алия Аминова           |
| Словения           | Барт Стегеман      | -                      |
| Суринам            | Гуно Бурлесон      | -                      |
| Украина            | Юрий Аникеев       | Виктория Мотричко      |

## Хронология важнейших событий
- 30 апреля: в Измире Юрий Аникеев (Украина) и Матрёна Ноговицына (Россия) победили на чемпионате мира по международным шашкам в программе рапид среди мужчин и среди женщин.
- 1 мая: в Измире на чемпионате мира по международным шашкам в программе блиц победили россияне Муродулло Амриллаев и Айгуль Идрисова.
- 2 мая: Дарья Ткаченко победила на первом чемпионате мира по турецким шашкам среди женщин, который состоялся в Измире.
- 12 июня: Амангуль Бердиева победила на чемпионате мира среди женщин по чекерсу по версии 3-Move.
- 15 июля: итальянец Микеле Боргетти победил в матче за звание чемпиона мира по чекерсу по версии GAYP.
- 24 июля: представители Китая Лю Цзинсинь и Лю Пэй победили на чемпионате Азии по бразильским шашкам.
- 27 июля: победой Ричарда Мваммба из ДР Конго закончился первый чемпионат Африки по русским шашкам.
- 30 июля: Равжирын Манлай и Мунхбаатарын Нямжаргал из Монголии победили на чемпионате Азии по международным шашкам среди мужчин и среди женщин.
- 30 июля: представитель Китая Тянь Чэнчэн и Монголии Батдэлгэрийн Нандинцэцэг победили на чемпионате Азии по турецким шашкам.
- 8 сентября: — в Карпаче (Польша) закончился матч за звание чемпиона мира по международным шашкам между Наталией Садовска (Польша) и Ольгой Камышлеевой (Нидерланды). Победила, став девятой чемпионкой мира, Наталия Садовска.
- 4 октября — в Бамако (Мали) закончился чемпионат Африки по международным шашкам. Чемпионом стал Н’Диага Самб. В блице победил Марк Нджофанг.
- 30 сентября — в Сан-Паулу (Бразилия) закончился чемпионат мира по бразильским шашкам. Победил россиянин Александр Георгиев.
- 30 сентября — в Сан-Паулу (Бразилия) закончился чемпионат Америки по международным шашкам. Чемпионом в 4-й раз подряд стал бразилец Аллан Силва.
- 24 октября — в Измире (Турция) закончились чемпионаты Европы по международным шашкам среди мужчин и среди женщин. Победили россияне Алексей Чижов и Айгуль Идрисова.
- 31 октября — закончился последний этап Кубка Европы по чекерсу. Обладателем Кубка Европы во второй раз стал представитель Северной Ирландии Шэйн Маккоскер.
- 19 ноября — в Тбилиси (Грузия) закончились чемпионаты Европы по русским шашкам среди мужчин и среди женщин. Победу одержали Николай Стручков и Жанна Саршаева.
- 17 декабря — в Нидерландах закончился матч за звание чемпиона мира по международным шашкам между серебряным призёром чемпионата мира 2015 года Яном Грунендейком (Нидерланды) и бронзовым призёром этого же чемпионата Рулом Бомстра (Нидерланды). Чемпионом мира стал Рул Бомстра.
- 10—18 декабря — в Санкт-Петербурге состоялся финал Кубка мира по шашкам-64.